# 塞里廷加
塞里廷加是巴西米纳斯吉拉斯州的一个市镇。总面积114.451平方公里，总人口1755人，人口密度15.3人/平方公里。